# Tenuipalpus pagina
Tenuipalpus pagina är en spindeldjursart som beskrevs av Chaudhri, Akbar och Rasool 1974. Tenuipalpus pagina ingår i släktet Tenuipalpus och familjen Tenuipalpidae. Inga underarter finns listade i Catalogue of Life.